# NGC 4192B
NGC 4192B (NGC 4186) je spiralna galaktika u zviježđu Berenikinoj kosi. Naknadno je utvrđeno da je NGC 4186 ista galaktika.

## Vanjske poveznice
- (eng.) SEDS: NGC 4192
- (eng.) Revidirani Novi opći katalog
- (eng.) Izvangalaktička baza podataka NASA-e i IPAC-a
- (eng.) Astronomska baza podataka SIMBAD
- (eng.) VizieR